# The Hunger Games: Songs from District 12 and Beyond
The Hunger Games: Songs from District 12 and Beyond (en español: Los juegos del hambre: canciones del Distrito 12 y más allá), es el álbum acompañante oficial de la película de 2012, Los juegos del hambre. La música para la película fue compuesta por James Newton Howard, pero el álbum de compañía se compone principalmente de canciones de varios artistas. "Safe & Sound" de Taylor Swift con The Civil Wars, fue lanzado como un sencillo promocional para la banda sonora. El 14 de febrero de 2012, "One Engine" se puso a disposición para descarga digital en iTunes. "Eyes Open", también de Taylor Swift, fue lanzado como sencillo el 27 de marzo de 2012. Ella canto la canción en vivo en Auckland, Nueva Zelanda en su Speak Now World Tour. El álbum debutó en la cima de la lista Billboard 200, y también ha aparecido las listas de Reino Unido, Nueva Zelanda, Australia e Irlanda.

## Lista de canciones

### Lista estándar
| N.º | Título                                       | Música                   | Escena | Duración |  |
| 1.  | «Abraham's Daughter»                         | Arcade Fire              |        | 3:22     |  |
| 2.  | «Tomorrow Will Be Kinder»                    | The Secret Sisters       |        | 3:25     |  |
| 3.  | «Nothing to Remember»                        | Neko Case                |        | 2:58     |  |
| 4.  | «Safe & Sound» (feat. The Civil Wars)        | Taylor Swift             |        | 4:00     |  |
| 5.  | «The Ruler and the Killer»                   | Kid Cudi                 |        | 4:33     |  |
| 6.  | «Dark Days»                                  | Punch Brothers           |        | 3:53     |  |
| 7.  | «One Engine»                                 | The Decemberists         |        | 3:01     |  |
| 8.  | «The Daughter's Lament»                      | Carolina Chocolate Drops |        | 2:46     |  |
| 9.  | «Kingdom Come»                               | The Civil Wars           |        | 3:42     |  |
| 10. | «Take the Heartland»                         | Glen Hansard             |        | 2:45     |  |
| 11. | «Come Away to the Water» (feat. Rozzi Crane) | Maroon 5                 |        | 5:13     |  |
| 12. | «Run Daddy Run» (feat. Pistol Annies)        | Miranda Lambert          |        | 2:45     |  |
| 13. | «Rules»                                      | Jayme Dee                |        | 3:27     |  |
| 14. | «Eyes Open»                                  | Taylor Swift             |        | 4:04     |  |
| 15. | «Lover Is Childlike»                         | The Low Anthem           |        | 4:15     |  |
| 16. | «Just a Game»                                | Birdy                    |        | 4:01     |  |

### Álbum digital de iTunes
Una versión digital del álbum, disponible para su compra en iTunes, incluye un folleto digital con ilustraciones e imágenes de Los juegos del hambre.

### Promoción
El primer sencillo del álbum de la película, "Safe & Sound" de Taylor Swift con The Civil Wars, fue puesto en libertad el 23 de diciembre de 2011. Alcanzó el número uno en las listas de iTunes en 12 horas. El video musical de "Safe & Sound", fue lanzado el 13 de febrero de 2012. Junto con las canciones separadas de Swift y The Civil Wars, la banda sonora también contará con canciones de The Decemberists, Arcade Fire, The Sisters Secret, Miranda Lambert con The Pistol Annies, Neko Case, Kid Cudiel ganador al premio de la academia, Glen Hansard, The Low Anthem, Punch Brothers, Birdy, Maroon 5, Jayme Dee, y Carolina Chocolate Drops. La banda sonora será lanzada el 20 de marzo de 2012. La lista de canciones de la banda sonora fue revelado en iTunes el 13 de febrero de 2012, y el 14 "One Engine" fue lanzado como segundo sencillo. Jennifer Lawrence cantando "Rue's Lullaby" (canción de cuna de Rue), no está incluida en la banda sonora, pero estará disponible para su descarga desde el 27 de marzo en: www.thehungergamesmovie.com/lullaby. Un bonus track, "Deep in the Meadow (canción de cuna)", cantado por Sting, fue incluido como una descarga extra con la compra de la banda sonora

## Charts
| País           | Lista                                         | Mejor posición |      |
| 2012           | 2012                                          | 2012           | 2012 |
| -------------- | --------------------------------------------- | -------------- | ---- |
| Australia      | Listas musicales de Australia                 | 14             |      |
| Austria        | Ö3 Austria Top 40                             | 61             |      |
| Bélgica        | Ultratop (Flanders)                           | 62             |      |
| Bélgica        | Ultratop (Wallonia)                           | 91             |      |
| Canadá         | Canadian Albums Chart                         | 5              |      |
| Estados Unidos | Billboard 200                                 | 1              |      |
| Francia        | Syndicat National de l'Édition Phonographique | 168            |      |
| Irlanda        | Irish Recorded Music Association              | 4              |      |
| México         | Top 100 México                                | 60             |      |
| Noruega        | VG-lista                                      | 32             |      |
| Nueva Zelanda  | Recording Industry Association of New Zealand | 13             |      |
| Reino Unido    | UK Compilation Chart                          | 16             |      |

## Score
Lionsgate inicialmente anunció que el nominado al Oscar, Danny Elfman y el ganador del Oscar, T-Bone Burnett serían los encargado del score de Los juegos del hambre, con Burnett también como productor ejecutivo de la música de la película para producir canciones para la banda sonora. Sin embargo, debido a conflictos de programación, Elfman fue sustituido más tarde por James Newton Howard. Arcade Fire también escribió el himno nacional de Panem la partitura llamada Horn Of Plenty ("Cuerno de la abundancia"). 

### Lista de canciones
| N.º | Título                           | Duración |  |
| 1.  | «The Hunger Games»               | 1:10     |  |
| 2.  | «Katniss Afoot»                  | 1:49     |  |
| 3.  | «Reaping Day»                    | 1:35     |  |
| 4.  | «The Train»                      | 1:27     |  |
| 5.  | «Entering the Capitol»           | 2:28     |  |
| 6.  | «Preparing the Chariots»         | 1:05     |  |
| 7.  | «Horn of Plenty»                 | 1:59     |  |
| 8.  | «Penthouse/Training»             | 3:36     |  |
| 9.  | «Learning the Skills»            | 1:41     |  |
| 10. | «The Countdown»                  | 1:58     |  |
| 11. | «Booby Trap»                     | 2:37     |  |
| 12. | «Healing Katniss»                | 3:04     |  |
| 13. | «Rue's Farewell»                 | 5:00     |  |
| 14. | «We Could Go Home»               | 1:15     |  |
| 15. | «Searching For Peeta»            | 1:27     |  |
| 16. | «The Cave»                       | 3:13     |  |
| 17. | «Muttations»                     | 4:45     |  |
| 18. | «Tenuous Winners/Returning Home» | 3:25     |  |

La lista de canciones fue revelada en el sitio de Barnes y Noble's donde se realizó la banda sonora también está disponible para pre-pedido.

### Charts
| País   | Lista                 | Mejor posición |      |
| 2012   | 2012                  | 2012           | 2012 |
| ------ | --------------------- | -------------- | ---- |
| Canadá | Canadian Albums Chart | 71             |      |